# Pius Bonifacius Gams
Pius Bonifacius Gams (alemany: Pius Gams)  (Ochsenhausen, 23 de gener de 1816 - Múnic, 11 de maig de 1892) fou un historiador, prevere i monjo cristià alemany, de l'orde benedictí.

## Biografia
De 1826 a 1834 va estudiar estudis clàssics a Biberach an der Riß i Rottweil, i filosofia a Tübingen fins a 1838. El mateix any va ingressar al seminari de Rottenburg i l'11 de setembre de 1839 va ser ordenat sacerdot. El maig de 1847 va obtenir la càtedra de filosofia i història general a la facultat de teologia de Hildesheim. Finalment va ingressar a l'Abadia de Sant Bonifaci a Múnic, pronunciant el 5 d'octubre de 1856 els vots monàstics a la congregació bavaresa de l'Ordre benedictina i assumint, al costat de Bonifaci, el nom de Pius. Al llarg dels anys va tenir posicions cada vegada més importants fins a arribar a prior. Les seves obres més importants són la Kirchengeschichte von Spanien (Història eclesiàstica d'Espanya) i sobretot la sèrie episcoporum Ecclesiae catholicae quotquot innotuerunt a beato Petro apostolo, encara considerat, fins i tot amb algunes llacunes per als bisbes de les diòcesis orientals, el repertori de referència per els bisbes catòlics.

## Obres principals
- Geschichte der Kirche Jesu Christi im neunzehnten Jahrhunderte mit besonderer Rücksicht auf Deutschland, 3 vol. (Innsbruck, 1854-1858)
- Johannes der Täufer im Gefängnisse (Tübingen, 1853)
- Die elfte Säcularfeier des Märtyrertodes des heiligen Bonifacius (Mainz, 1855)
- Die Kirchengeschichte von Spanien, 3 vol., (Ratisbona, 1862-79)
- Series episcoporum Ecclesiae catholicae quotquot innotuerunt a beato Petro apostolo (Ratisbona, 1873) amb dos suplements
- Das Jahr des Märtyrertodes der Apostel Petrus and Paulus (Ratisbona, 1867).